# Sigirîya
 (décembre 2023).
Si vous disposez d'ouvrages ou d'articles de référence ou si vous connaissez des sites web de qualité traitant du thème abordé ici, merci de compléter l'article en donnant les références utiles à sa vérifiabilité et en les liant à la section « Notes et références ».
Sigirîya — appelé aussi Simhagîri, rocher du lion — est un site archéologique majeur, ancienne capitale royale du Sri Lanka et un site touristique important. Le site est classé au patrimoine mondial de l'humanité par l'UNESCO et se situe dans le centre du pays à 160 kilomètres de Colombo. Avant les aménagements de Kassapa, le site avait déjà été occupé comme le montrent des graffiti retrouvés dans une grotte, ainsi que le bouddha couché de treize mètres datant du IIe siècle av. J.-C.

## Histoire
À la fin du Ve siècle, Kassapa Ier, le fils aîné provenant d'une concubine de Dhatusena, roi d'Anurâdhapura, entre en conflit avec son frère cadet Moggallana. Le trône doit revenir de droit au fils légitime mais Kassapa ne l'entend pas ainsi. Il fomente un complot et tue son père en l'emmurant vivant puis prend le contrôle de la régence et expulse son frère Moggallana qui est contraint à un exil forcé en Inde. Moggallana, en quittant son frère, l'avertit qu'il reviendra et qu'il vengera leur défunt père. Extrêmement précautionneux et paranoïaque, Kassapa qui sait qu’un jour ou l’autre son frère reviendra, lève son armée et quitte la capitale royale d'Anurâdhapura pour s'installer à Sigirîya en attendant le retour de son frère. Il choisit le site de Sigirîya en raison de l'immense rocher culminant à 370 mètres, aux parois abruptes qui jouent le rôle d'impressionnantes murailles, et de la présence à dix kilomètres d'un tank, réservoir d'eau qu'avait jadis creusé son père. Les travaux d'aménagement du site sont relativement courts, comparé à la difficulté et à l'ampleur de la tâche à accomplir.
Kassapa fait bâtir au sommet du rocher une forteresse et il aménage au sol toute la partie qui s'étend au sud et à l'est du rocher où il fait édifier deux rangées de murailles et de fossés, le nord et l’ouest étant protégés par l’épaisse jungle qui empêche toute invasion massive. Kassapa fait trouer une percée souterraine depuis le réservoir situé au nord-est jusqu’au site de Sigirîya afin d’y amener l’eau courante, la pente de cette canalisation est très faible et l’écart d’altitude entre le réservoir et le site de Sigirîya n’excède pas 50 centimètres. Cependant cela suffit pour que l’eau jaillisse à Sigirîya et les jardins entourant le site sont parsemés de bassins et constellés de petites fontaines. Cette eau est acheminée jusqu’au sommet du rocher par un procédé de citernes sans aucune force humaine et elle s’écoule au sommet alimentant la piscine du roi, et les différents réservoirs destinés à l’arrosage des jardins et à la toilette des membres de la cour.

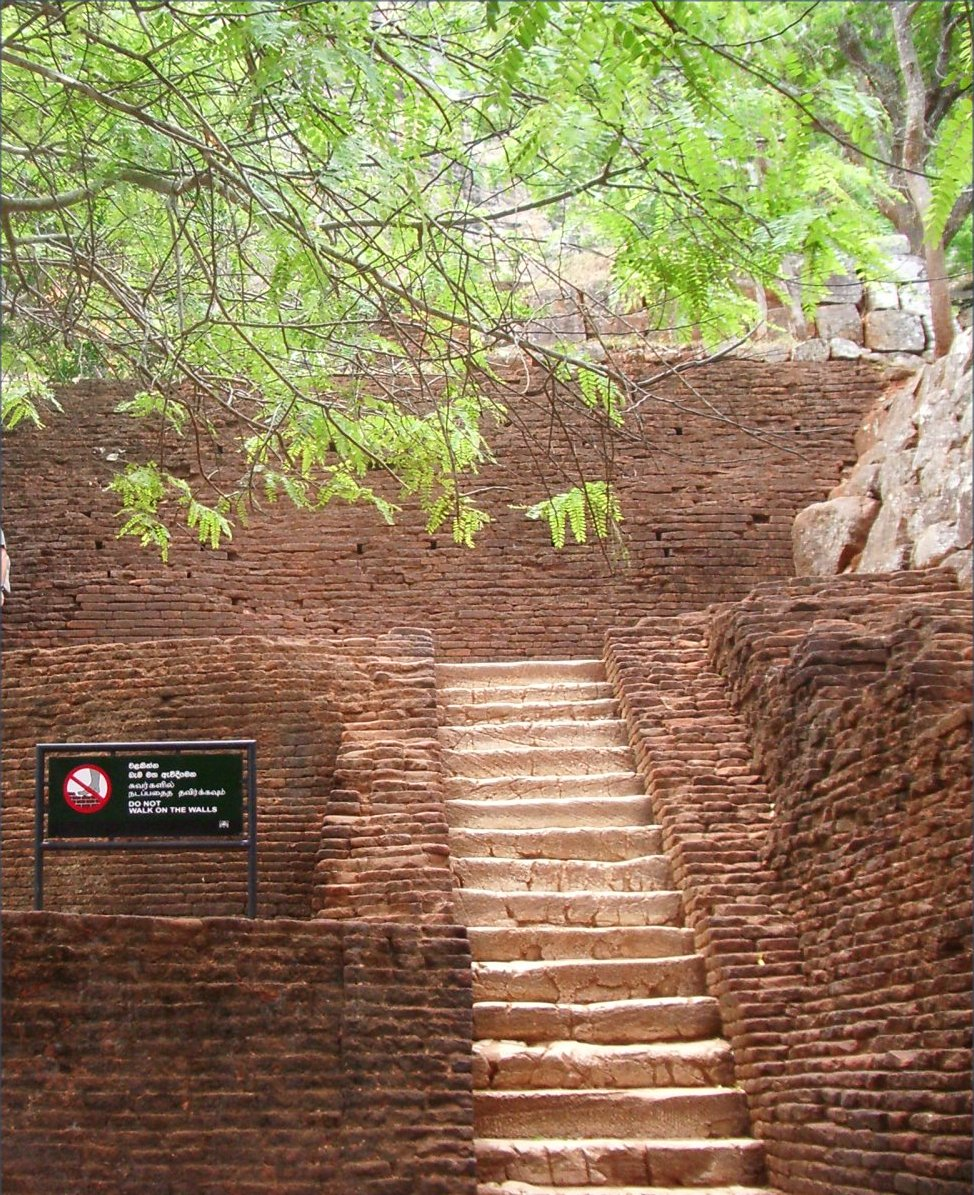
Les escaliers

Kassapa poste ses gardes autour du rocher dans les jardins aménagés derrière les murailles, les constructions  épousent habilement les formes géologiques du site, tantôt une grosse pierre sert de mur et de fondation, tantôt une anfractuosité dans la roche sert de soutien à une toiture… Cette utilisation ingénieuse de la nature environnante permit entre autres d’accélérer les travaux. Les gardes sont tous placés sur des promontoires à la surface exagérément petite et chaotique, toute perte de vigilance ou assoupissement entraînant la chute de la sentinelle.
Une fois les travaux de gros œuvre achevés, Kassapa s’installe dans son palais où il demeure, craintif, la plus grande partie de son temps. Il est entouré de sa cour composée de servants, de valets, d’hommes de main, de confiance et de ses courtisanes. La légende dit que le roi Kassapa était entouré de mille courtisanes, les demoiselles de Sigirîya. Il fait peindre, dans un style proche de celui d'Ajantâ, dans une large anfractuosité de la roche de la face sud du rocher, à mi-hauteur, les portraits de pied ou de buste de toutes ces demoiselles — ou plus probablement des apsarâs, au nombre de vingt-et-une — toutes différentes.
Pendant dix-huit ans, Kassapa vit reclus dans sa forteresse attendant au milieu de sa cour plutôt féminine le retour de son frère Mogallana. Durant ce temps, Mogallana réfugié en Inde, lève une armée avec l’aide d’un raja et traverse le détroit de Palk qui sépare le continent indien du Ceylan puis fait directement route vers Anurâdhapura qu’il trouve complètement abandonnée. Il obtient des renseignements qui lui permettent de retrouver son frère parricide à Sigirîya.
Alors que Kassapa séjourne tranquillement au sommet de son rocher, il voit arriver par le sud et par l’est des troupes qu’il identifie aussitôt : son frère est de retour. Kassapa boucle les jardins et met la garde en alerte pour le combat qu’il pense forcément gagné étant donné l’avantage que lui confère sa position. Mogallana, en fin stratège, déploie ses troupes autour du site et l’assiège, attendant que son frère descende au combat. Kassapa avait pensé à tout, sauf au ravitaillement en cas de siège. Après à peine une semaine, Kassapa épuisé par la faim descend et se livre, sans combat, à son frère aîné qui l’exécute.
Mogallana reprend la régence et Sigirîya est à jamais abandonnée.
La version exposée ci-dessus s'inspire de celle, rédigée seulement au XIIIe siècle par des chroniqueurs bouddhistes hostiles à Kassapa : elle a toujours été reconnue comme partiale et sujette à caution. Etablissant un parallèle avec le poème du « Nuage Messager » du célèbre dramaturge indien Kâlidâsa (Meghaduta, Les Belles Lettres, 1967), le grand orientaliste sri lankais Senarat Paranavitana a bouleversé l’interprétation du site en y voyant une figuration du mont Kailash, demeure himalayenne du dieu hindou Kubera, dont le but aurait été de légitimer le règne de Kassapa en divinisant celui-ci.
Plus récemment, dans un roman très documenté, intitulé Sigiriya, le Rocher du Lion (Editions Argemmios, 2012) l’écrivain français Alain Delbe imagine que le roi Kassapa fait le récit de sa vie à un conteur et brigand ayant accepté de Moggallana la mission de l’assassiner. Outre que Sigiriya s’avère un palais dédié à Shiva, se dévoile un portrait de Kassapa qui, loin de l’image du roi mégalomane et paranoïaque, révèle un être engagé dans une véritable quête mystique et artistique.

## Le site

### À l’époque de Kassapa

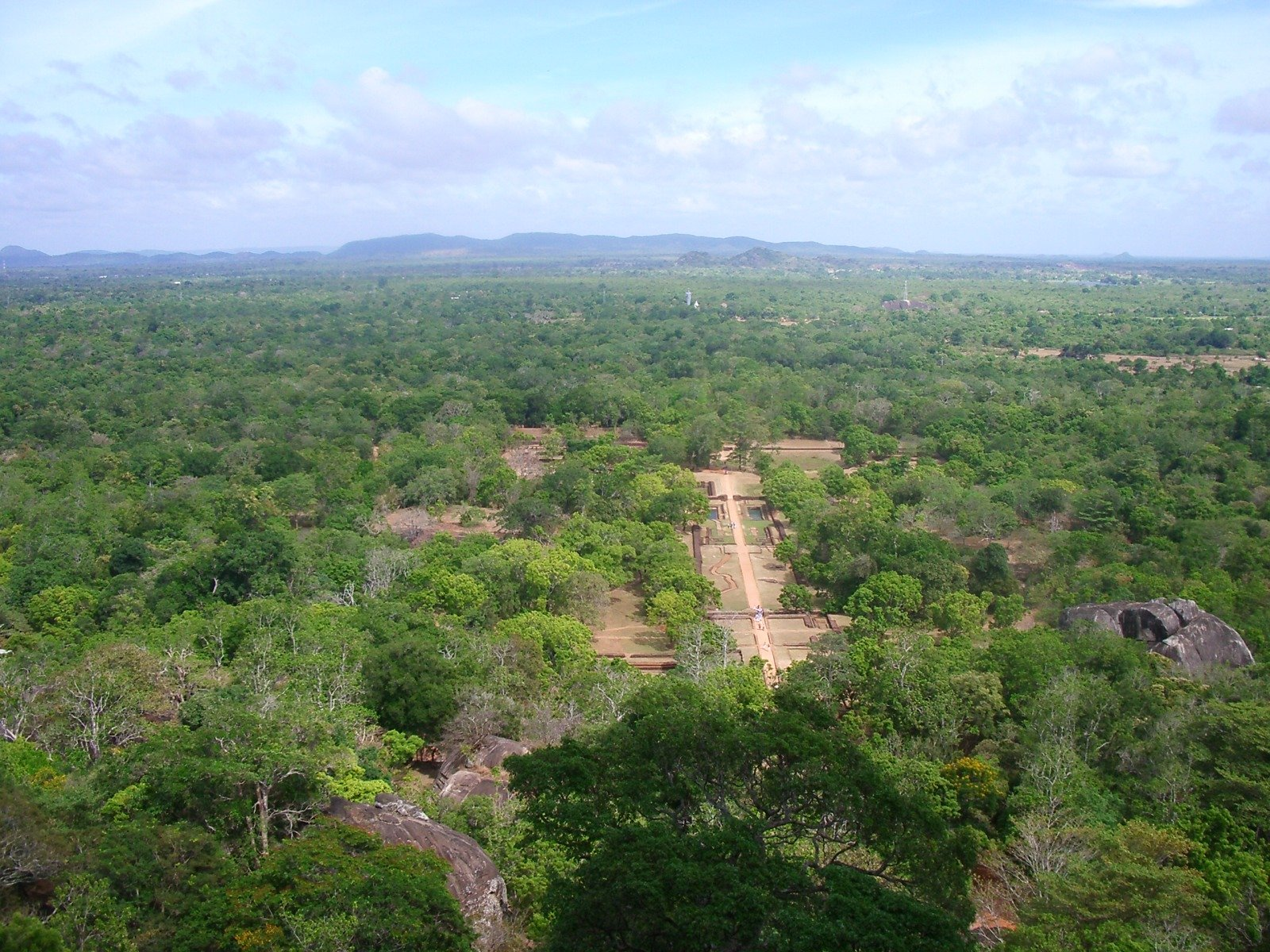
Vue des jardins et des environs depuis le sommet

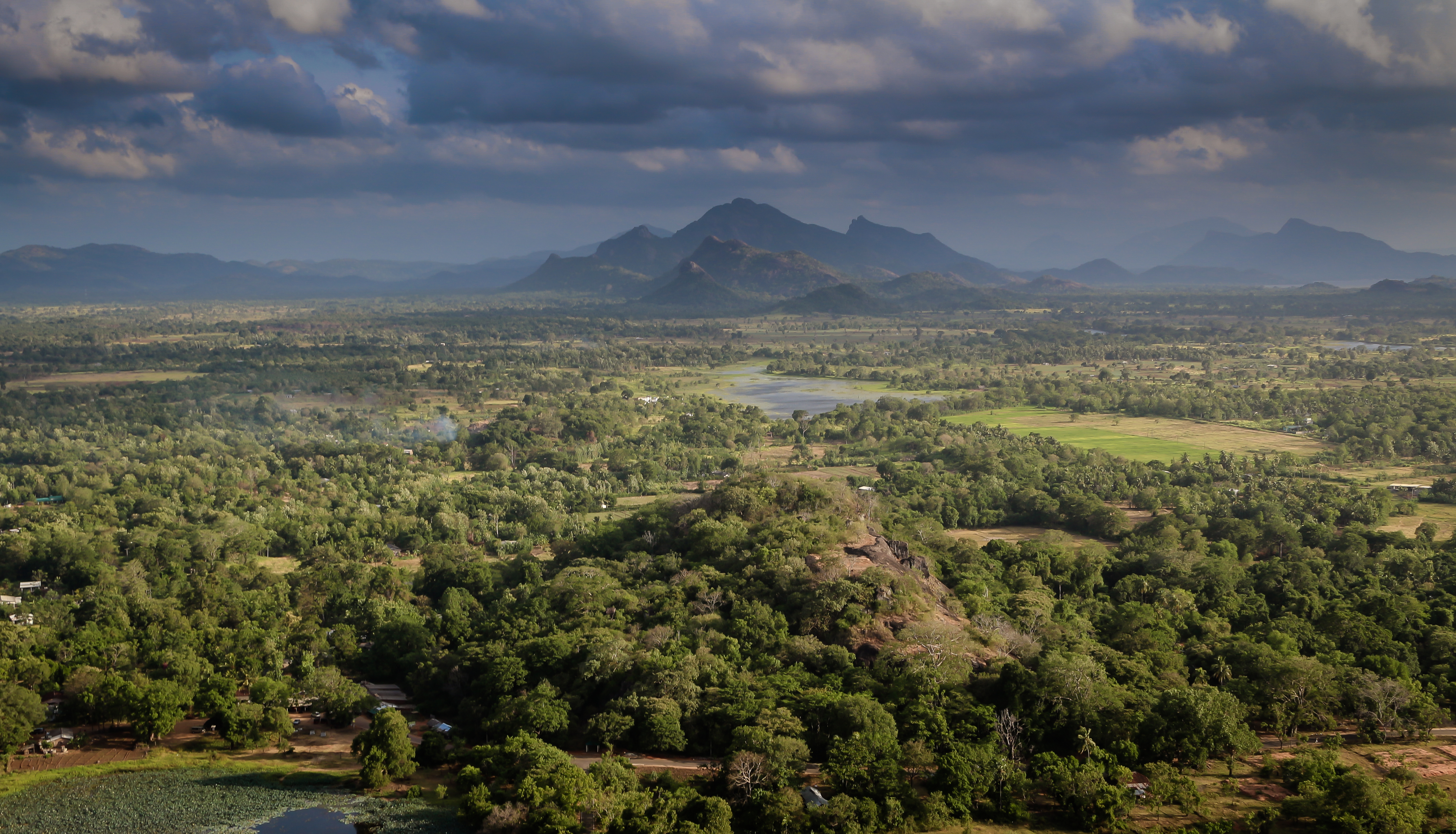
Vue environnante, depuis le sommet

Le site très vaste est borné à l’ouest et au nord par une épaisse jungle, au sud et à l’est par une double rangée de profonds fossés fortifiés par une muraille. Cette enceinte extérieure protège l’accès aux jardins qui entourent le rocher.
Les jardins sont très bien aménagés, l’herbe est rase, les arbres élégamment disséminés et enrichis de nombreux bassins pavés aux symétries parfaites sur lesquels flottent des lotus et autres plantes aquatiques. De nombreux jets d’eau complètent ce décor naturel.
En s’approchant du rocher des constructions destinées aux gardes s’appuient sur le décor naturel tel que grosses roches, arbres, utilisation des différences de niveau du sol…
Sur le côté est du rocher se trouve la citerne principale qui alimente le palais ainsi que des bâtiments destinés aux gardes et au culte.
L’accès au rocher n’est possible que par la face sud et il est obligatoire de passer dans un goulot d’étranglement pour accéder aux marches qui mènent à la base du rocher environ 20 mètres au-dessus du niveau du sol. Évidemment, cette unique entrée est bien gardée, chaque position en hauteur est utilisée pour y poster un garde dans des conditions d’équilibre qui ne permettent pas le relâchement. Après être passé sous une voûte rocheuse naturelle, une volée de marches, rectiligne et bien taillée, permet d’accéder sur la face sud du rocher. À partir de cet endroit, les marches sont beaucoup plus irrégulières et l’ascension plus difficile.
Arrivé à mi-hauteur, il est indispensable d’emprunter un escalier en bois qui permet d’accéder à une large anfractuosité de la roche qui balafre la face sud du rocher sur plusieurs dizaines de mètres de largeur et plusieurs mètres de profondeur. C’est sur cette face à partir de cette hauteur que se trouvent les peintures représentant les demoiselles de Sigîriya. Un long mur cloisonne cette anfractuosité, protégeant ainsi ceux qui s’y trouvent des regards indiscrets et des projectiles. Ce mur est brillant car recouvert d’un enduit unique à base d’œufs et de chaux.
Une fois arrivé au bout, il reste de nombreuses marches à gravir pour accéder à la face ouest du rocher. Cette face ouest est particulière car découpée par une terrasse à mi-hauteur. Cette terrasse relativement plane et vaste permet de se reposer au cours de l’ascension et abrite quelques constructions. La principale particularité est que, depuis cette terrasse, on accède à la dernière volée de marches en passant entre les pattes d’un gigantesque lion sculpté dans la roche qui impose sa majesté sur toute la vallée en contrebas, la statue de plus de dix mètres de hauteur garde l’entrée de la forteresse.
Les « marches » qui s’ensuivent sont très abruptes et fines et cela va crescendo durant l’ascension, les dernières marches qui finissent les dix derniers mètres n’excèdent pas 5 millimètres de largeur ! Le plus étonnant est que Kassapa se fait porter jusqu’à son palais sur une chaise à porteurs mue par quatre serviteurs au minimum, alors qu’il est déjà difficile pour une personne seule en bonne forme de garder l’équilibre ! 
Enfin, au sommet, on découvre le palais du roi, haut de deux étages et construit en pierre, ce qui est rare pour l’époque où les étages étaient en bois. Derrière le palais se situent la piscine du roi et les jardins et plus loin les citernes qui alimentent les jardins puis les installations destinées à la toilette. Quelques bâtiments sur un niveau hébergent les valets et gardes qui assurent l’intendance pendant que le roi batifole avec ses nombreuses courtisanes.
Le chemin pour redescendre est différent de celui qui sert pour l'ascension. En effet, à partir de la galerie des fresques, il est possible d’accéder à la face est du rocher d’où un escalier descend en courbe et débouche sur une série de bâtiments réservés aux gardes puis une autre série de bâtiments réservés au culte. Enfin le chemin rejoint une partie de jardins isolés avec bassins et jets d’eau puis débouche à l’extérieur du périmètre au niveau du double fossé.
Cette configuration permet de contrôler l’entrée et les sorties. Il n’est pas possible de pénétrer et de quitter le site par le même itinéraire.

### Aujourd'hui
Le site longtemps abandonné est réhabilité au milieu du XXe siècle par les autorités sri lankaises.
Les jardins sont dégagés, les fossés murés également tout comme les bassins et les jets d'eau. L'accès au rocher est dégagé et de nouvelles constructions permettent d'emprunter à nouveau le chemin que prenait Kassapa. L'entrée sur le site se fait par l'entrée antique tel que prévu à l'époque, tout comme la sortie.
La première évidence est la perspective : les jardins en premier plan aménagés avec les murets en pierre et les espaces d'herbe rase, puis les arbres se détachant sur fond de concrétions rocheuses et enfin le point de fuite de cette perspective amenant sur le rocher du lion, haut de plusieurs centaines de mètres.
Puis dans les jardins apparaissent les bassins hors d'eau, et quand on se baisse d'étranges stèles plates et carrées percées de trous ronds sont visibles en de nombreux endroits, ce sont les installations des jets d'eau. 
Le gouvernement sri lankais a tenté avec succès de remettre en fonctionnement ces jets d'eau à la fin du XXe siècle. L'eau s'élève entre 30 et 40 centimètres au-dessus du sol. Des singes malicieux guettent les visiteurs, perchés sur les arbres.
En s'approchant du rocher une voûte rocheuse naturelle fait office d'entrée, le passage se resserre, les premières marches se dévoilent, et l'environnement est totalement rocheux. Arrivé en haut de la première volée de marches, l'altitude est déjà supérieure à 50 mètres et, quand on se retourne, le regard va au-delà des roches précédemment dépassées et la perspective s'ouvre sur les jardins en contrebas.

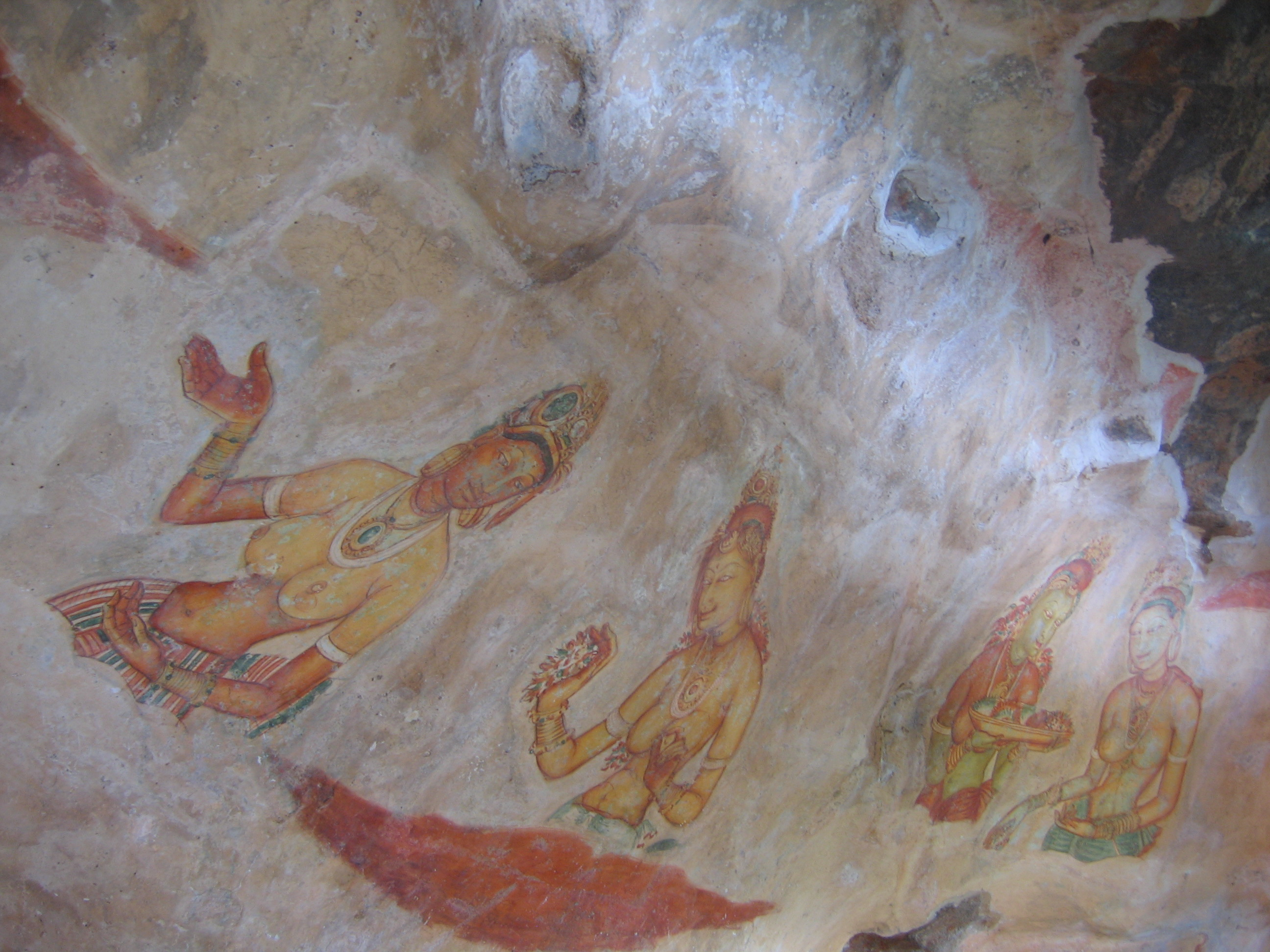
Les Demoiselles de Sigiriya.

En continuant l'ascension d'une centaine de mètres, le passage débouche sur un escalier métallique en colimaçon qui permet l'accès à la galerie rupestre où sont peintes les Demoiselles de Sigirîya : il en reste aujourd'hui vingt-et-une dont une dizaine parfaitement conservées. Ce sont les seules images féminines de la Ceylan médiévale.
Après cette pause nécessaire à la contemplation de ces œuvres séculaires, le passage repart en longeant, par l'extérieur, la face sud. Les visiteurs empruntent alors la voie fermée sur l'extérieur par un mur luisant et lisse comme du marbre. Il est recouvert d'un enduit à base d'œuf et de chaux qui lui donne cet aspect à la fois opaque et diaphane, étrange. Cet enduit est d'origine et quelques graffitis contemporains laissent une trace vandale du temps où le site n'était pas protégé par les autorités sri lankaises.
Le passage débouche sur une dernière volée de marches plus abruptes et irrégulières que les précédentes et qui amènent à une large terrasse où se trouve une quantité de petits stands en bois tenus par des marchands locaux qui proposent de l'eau, des cartes postales et autres produits d'épicerie locaux. C'est de cette terrasse que se dresse, quasi-verticale, la face ouest de la paroi, haute d'encore cent à cent cinquante mètres.

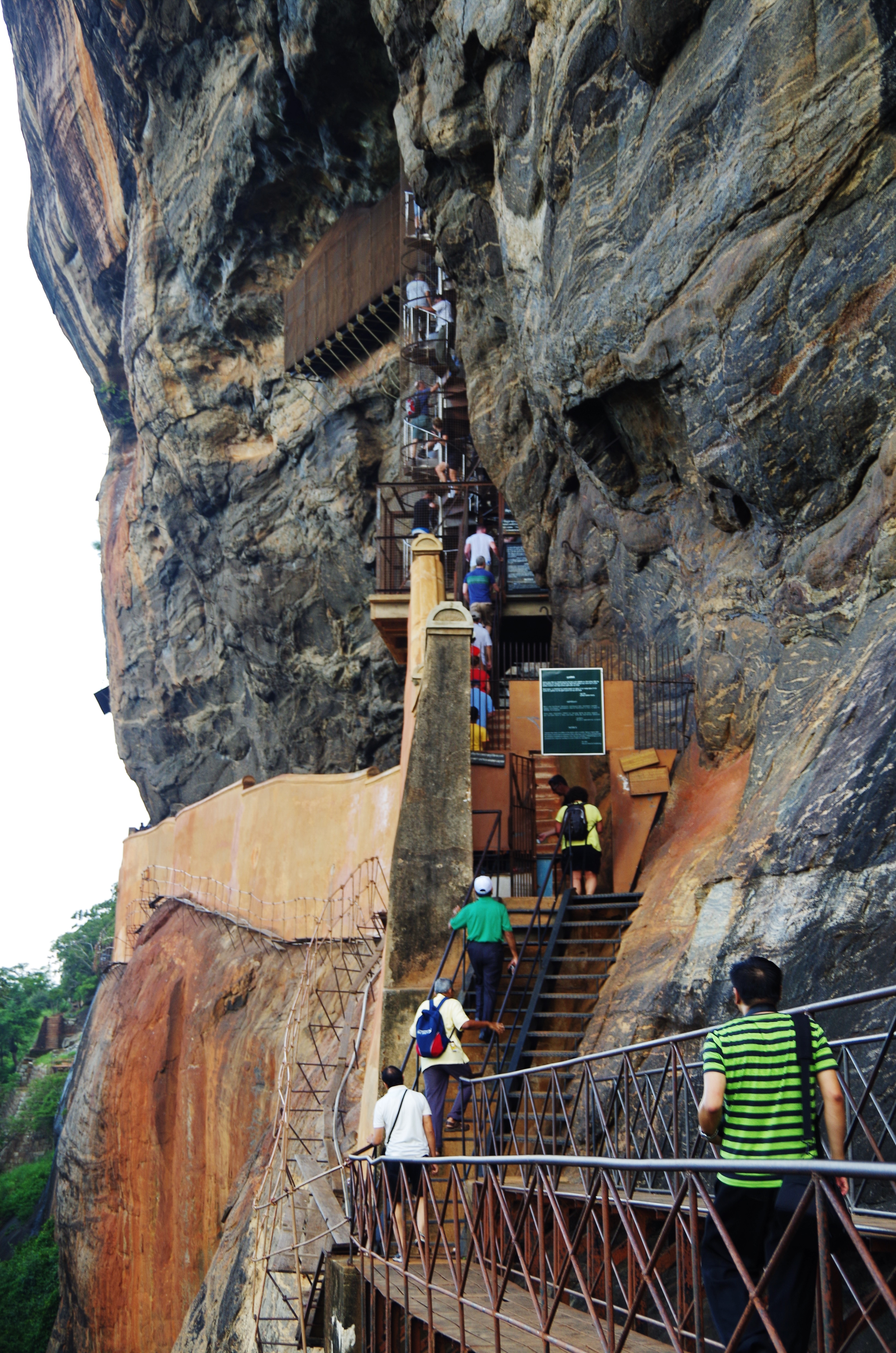
Escalier métallique

De la statue géante de lion qui gardait jadis l'entrée au palais il ne reste plus que les imposantes pattes qui encadrent un premier escalier aux marches rectilignes et régulières. Quatre grandes cages en bois, closes par un fin grillage, sont disséminées sur la terrasse. L'ascension de cette dernière partie est la plus périlleuse et aussi la plus impressionnante, car, pour grimper, il faut emprunter de nombreuses séries de marches, à flanc de paroi, irrégulières, certaines très hautes et d'autres très fines. La dernière partie de l'ascension amène sur le haut bombé de la face Est. Certes la pente y est moins forte mais c'est ici également que les marches sont les plus fines, certaines n'étant en fait que des sillons de quelques millimètres de profondeur.
Aujourd'hui la montée est sécurisée par un escalier métallique et des parapets. Le haut du rocher est relativement plat, en pente douce vers l'ouest. Des constructions antiques, il ne reste que les fondations ainsi qu'un morceau de mur du palais de Kassapa sur un étage et demi, et un morceau de l'escalier qui permettait d'accéder aux étages et les citernes. La piscine du roi, très bien conservée, mesure environ cent mètres carrés pour une profondeur d'environ deux mètres au maximum. Les marches qui bordent la piscine sont quasiment toutes encore présentes.
Les vestiges des jardins se distinguent très bien au milieu des fondations de pierre, et le système d'irrigation, qui ne fonctionne plus, est encore visible pour l'œil expert.
Le panorama à 360 degrés qui s’offre au regard du spectateur est grandiose, au nord et à l'est la jungle tachetée de lacs et de villages, au loin les contreforts montagneux du massif du pic d'Adam se dévoilent, le grand réservoir construit par le père de Kassapa au loin indique et prouve toute l'ingénierie mise en place par Kassapa pour acheminer l'eau sur plus de dix kilomètres. Au sud et à l'ouest le point de vue plongeant sur les jardins laisse apparaître une perspective parfaite, inimaginable depuis le sol.
À la descente, le chemin emprunté diverge, après la galerie rupestre, et permet d'accéder au côté ouest du rocher, les marches descendent au milieu d'une végétation plus riche et luxuriante qu'à l'entrée, le chemin débouche sur une première clairière ovale où quelques bâtiments en bois abritent des artistes et artisans locaux qui vendent leurs productions. 
Plus loin, une seconde clairière, plus dégagée, sert de base aux charmeurs de serpents ainsi qu'à quelques artistes.

## Particularités du site de Sigirîya

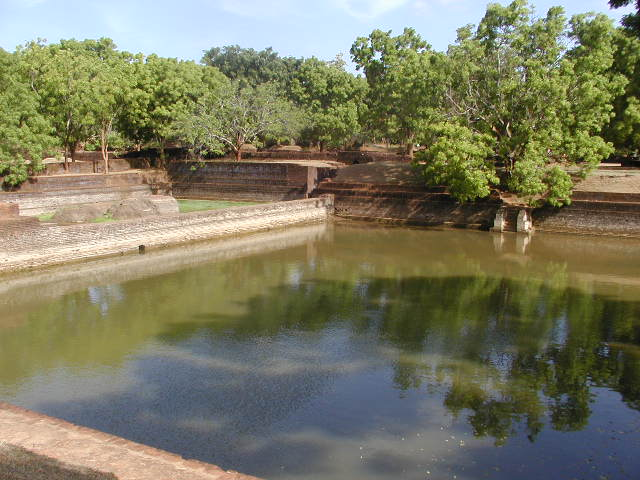
Jardins et fontaines

### Le système d'irrigation
Il est particulièrement complexe et avancé pour l'époque (Ve siècle), le réservoir qui alimente le réseau est situé à plus de dix kilomètres du site et la canalisation souterraine qui permet l'acheminement de l'eau débouche seulement 50 centimètres plus bas que le niveau du réservoir, soit une pente de 1 sur 20 000. Il est cependant avéré que les Cinghalais furent toujours d'excellent techniciens et en avance de plusieurs siècles au niveau des systèmes hydrauliques et d'irrigations. Les jets d'eau de Sigirîya sont emblématiques de ce savoir, à titre de comparaison les premiers jets d'eau à Versailles ne furent inaugurés que plus d'un millénaire après ceux de Sigirîya.
L'autre particularité est l'acheminement de l'eau au sommet du rocher, soit plus de 350 mètres au-dessus du niveau du réservoir. Par un ingénieux système de citerne et de différence de pression, l'eau n'avait besoin d'aucune intervention humaine pour jaillir au sommet dans la grande citerne qui alimentait tout d'abord la piscine, puis l'eau s'écoulait dans une autre citerne plus petite qui alimentait jardins et bâtiments.

### Les gardiens de Sigirîya
Lorsque le visiteur se trouve sur la terrasse de la face ouest, il lui suffit de regarder en l'air, environ 70 mètres au-dessus, sur le côté ouest-nord-ouest de la paroi, pour voir d'énormes masses brunes collées à la paroi. Il s'agit d'essaims géants de frelons, dont le plus gros mesure plus de 7 mètres de haut sur 3 de large. De temps à autre, les frelons attaquent lorsqu'un visiteur grimpe la dernière partie du rocher[réf. nécessaire]. Une nuée de centaines de milliers d'insectes noircit le ciel et assaille les visiteurs d'où l'utilité des cages grillagées qui servent de refuges aux touristes et aux guides lors d'une telle attaque. Celles-ci  sont assez fréquentes, mais aucun décès ni accident grave n'est jamais survenu depuis l'ouverture du site aux touristes.
Le gouvernement sri lankais, à plusieurs reprises, a tenté d'exterminer ces essaims. À grand renfort d'insecticide et de répulsif, tous les essaims et les frelons furent détruits une première fois. L'année suivante, ceux-ci s'étaient reconstitués, encore plus gros et le nombre de frelons s'était accru d'autant. Et ceci deux années de suite. Depuis, les autorités ont décidé qu'il était inutile de tenter de déloger ces hôtes à la mauvaise réputation et que le mieux à faire était de les laisser tranquilles. Il fut alors décidé d'installer des cabanes grillagées pour protéger les visiteurs et les locaux en cas d'attaque.
La légende ne tarda pas à naître, les frelons sont considérés par les Cinghalais comme les gardiens de Sigirîya et lorsqu'ils attaquent c'est que ceux qui veulent monter ne sont pas les bienvenus.

## Géologie
Le rocher de Sigirîya mesure près de 200 mètres de haut. Il s'agit de magma solidifié provenant d'un volcan érodé depuis longtemps. Il s'est formé il y a plus de deux milliards d'années.